# Аделхайд фон Анхалт-Бернбург-Шаумбург-Хойм
Вижте пояснителната страница за други личности с името Аделхайд.
Аделхайд фон Анхалт-Бернбург-Шаумбург-Хойм (на немски: Adelheid von Anhalt-Bernburg-Schaumburg-Hoym; * 23 февруари 1800, Хойм; † 13 септември 1820, Олденбург) от род Аскани, е принцеса от Анхалт-Бернбург-Шаумбург-Хойм и чрез женитба херцогиня на Холщайн-Готорп, принцеса на Олденбург.

## Биография
Тя е втората дъщеря на княз Виктор II Карл Фридрих фон Анхалт-БернбургШаумбург-Хойм (1767 – 1812) и съпругата му Амалия Шарлота Вилхелмина Луиза фон Насау-Вайлбург (1776 – 1841), дъщеря на княз Карл Кристиан фон Насау-Вайлбург (1735 – 1788) и Каролина Оранска-Насау-Диц (1735 – 1788), внучка на английския крал Джордж II. Нейните сестри са Хермина (1797 – 1817), омъжена 1815 г. в дворец Шаумбург за ерцхерцог Йозеф Антон Йохан Австрийски (1776 – 1847), Емма (1802 – 1858), омъжена 1823 г. за княз Георг II фон Валдек-Пирмонт (1789 – 1845), и Ида (1804 – 1828), омъжена 1825 г. за велик херцог Август фон Олденбург (1783 – 1853).
Аделхайд се омъжва на 24 юли 1817 г. в Шаумбург а.д. Лан за наследствения принц (от 28 май 1829 велик херцог) Паул Фридрих Август фон Олденбург (* 13 юли 1783; † 27 февруари 1853), син на херцог Петер Фридрих Лудвиг (1755 – 1829) и на принцеса Фридерика фон Вюртемберг (1765 – 1785).
Аделхайд умира на 13 септември 1820 г. на 20 години в Олденбург. Нейният съпруг Август се жени втори път през 1825 г. за нейната сестра принцеса Ида и трети път през 1831 г. за принцеса Цецилия Шведска (1807 – 1844).

## Деца
Аделхайд и Август фон Олденбург имат две дъщери:
- Мария Фридерика Амалия Олденбургска (* 21 декември 1818, Олденбург; † 20 май 1875, Бамберг), омъжена на 22 ноември 1836 г. в Олденбург за принц Отон I (* 1 юни 1815; † 26 юли 1867, Бамберг) (от Вителсбахите), принцеса на Бавария и кралица на Гърция (6 февруари 1833)
- Елизабет Мария Фридерика Олденбургска (* 8 юни 1820, Олденбург; † 20 март 1891, Пьолс), омъжена на 15 август 1855 г. в Растеде за фрайхер Максимилиан фон Вашингтон (* 2 август 1829; † 3 юли 1903, Грац), далечен роднина на американския президент Джордж Вашингтон